# チャーリー・シュラッター
チャーリー・シュラッター（Charles Thomas "Charlie" Schlatter、1966年5月1日 - ）は、アメリカ合衆国の俳優・声優。ニュージャージー州フェアローン生まれ。代表作は『Dr.マーク・スローン』（ジェシー・トラビス医師）、 『ポリスアカデミー '94/ モスクワ大作戦!!』,（Cadet Kyle Connors） など。また、声優として、DCコミックスのキャラクターザ・フラッシュ（3代目）の声などを当てている。

## 青年期まで
フェア・ローン高校で演劇を行うことから彼の俳優としてのキャリアがスタートした。ある女の子の気を引くために学校で開かれる『オリバー!』のオーディションに参加し、主役のオリバー・ツイスト役を射止めた。本人いわく「彼女はかわいらしいだけでなく、僕よりも背が低い唯一の人物」。
イサカ大学に入学、ミュージカルに関する美術学士を取得した。その間も彼は学校のミュージカルに参加し、ギター・ドラム・ピアノの演奏ができるミュージシャンになっていた。また、このころ作曲も行っていた。

## 俳優・声優としてのキャリア
1980年代初頭は声優として多くのカートゥーンに出演していた。

## 出演作品

### 映画
- エイティーン・アゲイン もう一度青春を!（デビッド）
- フル・ブラスター（ジェイ）
- ポリスアカデミー '94/ モスクワ大作戦!!（カイル・コナーズ）
- ミッドナイトヒート（デヴィッド）
- カミングアウト・ウェディング（ジョナサン）

### テレビドラマ
- Dr.マーク・スローン（ジェシー・トラビス医師）

### テレビアニメ
- ザ・バットマン（ザ・フラッシュ）
- 邪悪なコンカルネ（トニー）
- スーパーマン （ザ・フラッシュ/ウォーリー・ウェスト）
- ソニック・ザ・ヘッジホッグ（グリフ）
- トランスフォーマー アドベンチャー(バーテブレイク)
- ルーナティクス・アンリーシュド（エース・バニー）
- ブラッツ（キャメロン）
- ペット・エイリアン（トミー）
- ベン10（ケビン）
- キック ザ・びっくりボーイ(キック)
- Robotboy (Gus、Constantine)
- A.T.O.M.（Hawk, Stingfly, Cannonball Brothers）

### ゲーム
- サルゲッチュ3（スペクター）
- スパイダーマン3（役名表記なし）
- タイムクライシス3（ダニエル・ウィンストン）
- メタルギアライデン（イワン・ライデノヴィッチ・ライコフ）
- ザ・ワンダフル ワン・オー・ワン (ワンダ・レッド)